# Bambino/Mi piace la gente
Bambino/Mi piace la gente è un singolo della cantante italiana Nilla Pizzi pubblicato nel 1971 dalla casa discografica Equipe.

## Descrizione
Il brano Bambino è stata la sigla iniziale del programma Scritte per me andato in onda nel 1971 dove Nilla Pizzi era la protagonista e presentava le canzoni dei 33giri Scritte per me pubblicato nel 1970 e Le canzoni degli anni 20 pubblicato nel 1969.
Il brano Mi piace la gente è stata la sigla finale del programma televisivo.
Entrambi i brani fanno parte del 33giri Scritte per me.

## Tracce
1. Bambino
2. Mi piace la gente